# Aralia continentalis
Aralia continentalis là một loài thực vật có hoa trong Họ Cuồng. Loài này được Kitag. mô tả khoa học đầu tiên năm 1935.